# Der Holzschuhbaum
Der Holzschuhbaum (Originaltitel: L’albero degli zoccoli) ist ein Spielfilm des italienischen Regisseurs Ermanno Olmi aus dem Jahr 1978. Der Film des Regisseurs mit bäuerlichen Vorfahren aus der Lombardei, umschreibt das italienische ländliche Leben im späten 19. Jahrhundert und weist Parallelen zu früheren Filmen des italienischen Neorealismus auf – Olmi setzte unter anderem auf die Natürlichkeit von Laiendarstellern und verzichtete auch auf die künstliche Aufhellung von Dämmerungs- und Nachtszenen als Stilmittel. Wegen des kaum verständlichen Dialekts musste der Film bei seinem Kinostart in Italien untertitelt werden.

## Handlung
Ein Gutshof in der Poebene, an der Schwelle des 20. Jahrhunderts: vier kinderreiche Bauernfamilien leben gemeinsam als Pächter auf einem Hof in der Nähe von Bergamo und müssen zwei Drittel der Ernte ihrem „Herrn“ abtreten. Dieser besitzt auch das Land, die übrigen Gebäude und das meiste Vieh. Zu den Bauern gehört der Familienvater Battisti, dessen Frau schon wieder schwanger ist. Der Pfarrer überredet ihn, seinen ältesten Sohn Minek zur Schule zu schicken, womit das Kind bei der täglichen Arbeit weitestgehend nicht mehr aushelfen wird. Der Vater solle laut dem Pfarrer der Vorsehung vertrauen. Er erhält auch extra Weißbrot, der einzige Luxus seiner schwangeren Mutter. Als Minek eines Tages auf dem sechs Kilometer langen Schulweg seinen Holzschuh zerbricht, fällt der Vater heimlich eine kleine Pappel und schnitzt seinem Sohn einen neuen Schuh.
In der Familie Finard gibt es oft Streit, da der Vater sehr geizig ist.
Neben den Battistis und Finards lebt die Witwe Runk mit ihren sechs Kindern sowie die Familie Brena mit auf dem Hof. Mit ihrem Verdienst als Wäscherin kann die Witwe ihre Sprösslinge kaum ernähren. Sie plant daher, mit Hilfe des Pfarrers die beiden jüngsten Kinder in ein Heim zu geben. Ihr ältester Sohn Peppino wehrt sich aber dagegen. Lieber will er Tag und Nacht arbeiten, als dass die Familie zerbricht. Als die Kuh der Familie erkrankt und der Arzt prophezeit, dass das Tier sterben wird, gibt die Mutter dem Tier Wasser zu trinken, das sie neben der Kapelle geschöpft hat. Die Kuh gesundet wider Erwarten, wird jedoch später samt Kalb vom Gutsverwalter abgeholt.
Die Familie Brena steckt in Hochzeitsvorbereitungen – Tochter Maddalena heiratet Stefano. Die Hochzeitsreise verbringt das Paar bei der frommen Tante des Mädchens in Mailand, die ein Waisenhaus leitet. Sie gelangen mit einem Flusskahn in die Stadt, die zu dieser Zeit von Demonstrationen und Unruhen streikender Arbeiter heimgesucht wird. Ihre Hochzeitsnacht verbringen sie in zwei zusammengeschobenen und mit einem Kranz geschmückten Betten im Klostersaal. Einen Tag später gelingt es der Tante, Maddalena und Stefano zur Adoption eines Kindes zu überreden.
Abends sitzen die vier Bauernfamilien in der Scheune zusammen, singen und erzählen sich gegenseitig Geschichten. Ein Politiker, der während eines Dorffestes zum Kampf für mehr soziale Gerechtigkeit aufruft, wird von den Bauern kaum beachtet. Als der Gutsherr bemerkt, dass jemand seine kleine Pappel gefällt hat, müssen die Battistis den Hof verlassen. Sie reisen in den Abendstunden ab. Die übrigen Familien wagen sich stumm und traurig erst aus dem Haus, um ihren abreisenden Nachbarn nachzusehen, als der Karren der Battistis in der Dunkelheit verschwindet. Empörung bleibt aus.

## Kritiken
Der Film wurde in der Bundesrepublik Deutschland in einer deutschen Synchronfassung und einer untertitelten Originalfassung gezeigt. Kritiker wiesen wiederholt darauf hin, sich letztgenannte Fassung anzusehen.
Edgar Wettstein (film-dienst) lobte Olmis Regiearbeit als außergewöhnliches Werk, „von seltener Schönheit, Sensibilität und Geduld in der Schilderung von Menschen und Landschaft“. Der Holzschuhbaum deute das Dasein der ärmlichen Bauern als „eigene religiöse Überzeugung“, womit sich der Film deutlich von der „marxistisch-revolutionären Geschichtsdeutung“ im aktuellen italienischen Filmschaffen abhebe. Olmi registriere zwar die Armut und Abhängigkeit vom Gutsherrn, verzichte aber laut der Beobachtung Wettsteins auf „ideologische Kritik“. Es gäbe mehrere Arten, den Film zu erleben und zu verstehen – von der „einfühlsamen Chronik des einfachen Lebens“ bis (mit Hilfe von „diskreten künstlerischen Mitteln“) zu einer Liturgie. Der Vergleich mit Bernardo Bertoluccis 1900 könnte zu dem Missverständnis führen, Olmi habe „einen schönen, einen tiefsinnigen, aber einen die soziale Ungerechtigkeit als gottgegeben hinnehmenden Film geschaffen“, Olmi verstehe jedoch seine Arbeit als Filmemacher „ganz anders“.
Wolfgang Limmer (Der Spiegel) bemerkte, dass Olmis Film sich im Vergleich zu Bertoluccis 1900 wie „Geschichtsschreibung zur Oper“ verhalte. „Mit ethnographischer Akribie rekonstruiert Olmi eine historische Lebens- und Arbeitsweise und läßt in seiner gänzlich undramatischen Schilderung von Herrschaftsverhältnissen und Bodenständigkeit das Janusgesicht des Fortschritts aufscheinen, ohne jedoch polemisch Position zu beziehen.“ Olmis Gestalten würden „ihre Abhängigkeit noch als naturgegeben und gottgewollt“ hinnehmen, „ohne Wut und Zweifel gegenüber ihrem Herrn in Schloß und Kirche“. Das „Gefühl des Verlustes, das man bei jedem Bild dieses ergreifenden Filmes“ empfinde, bleibe „immer zwiespältig“. Limmer bezeichnete den Film auch als „eine sanfte, aber unnachsichtige Korrektur an jener Boutiquenmentalität, in der allgemein mit bäuerlichem Erbe verfahren wird.“
Peter Hamm (Die Zeit) bemerkte eine „ungewöhnliche Stille“ die den Film auszeichne. Diese sei „von einer solchen Gewalt, daß sie […] mühelos über die brutal-obszönen Spekulationen des meisten, was sich sonst heute Kino nennt, triumphieren müsste“. Die unverständliche Bauernsprache sei eine zentrale Botschaft, die „auf die totale Abgeschlossenheit dieser Menschen von der übrigen geschichtlichen Welt“ hinwiese. Hamm zitierte Kritikerstimmen, die in Olmis Film die Darstellung von Sexualität vermisst hätten. Diese hätten jedoch übersehen, „daß Sexualität sich für diese Bauern stets nur im Schutze der Nacht ereignete (nicht etwa „praktiziert“ wurde) und daß sichtbar deshalb nur ihre Sublimierung unter der Sonne sein kann“. Auch den Vorwurf der Nostalgie trat Hamm entschieden entgegen und bemerkte einige wenige Parallelen zu den Werken Robert Bressons.
Der Film stehe laut Roger Ebert (Chicago Sun-Times) in der neorealistischen Tradition der Filme Vittorio De Sicas. Die Laiendarsteller würden „erstaunliche Leistungen“ erbringen. Die täglichen Aktivitäten der Bauernfamilien zu beobachten sei „angenehm, gar einlullend“ und Ebert hätte den Film „auf einem dokumentarischen Level“ genossen. Es handle sich um „die Geschichte einiger Leben“, Olmi hätte aber die zunehmende Tendenz, diese Leben etwas „zu sentimental“ darzustellen. Der Film solle aufgrund seiner „visuellen Reize“ angesehen werden – Olmi hätte „einen erstaunlichen Reichtum an Details, Genauigkeit und Schönheit“ erbracht, dies wäre „genug“.
Obwohl Der Holzschuhbaum fast nichts zu bieten hätte, sei der Film „wohl ein Meisterwerk“, bemerkte Vincent Canby (The New York Times) und spielte damit unter anderem auf das Fehlen eines Haupterzählstrangs und explizite politische Ansichten an. Der Film biete jedoch in jeder einzelnen Szene mehr politischen Inhalt als in allen Szenen von Bertoluccis „grandiosem“ 1900. Olmis Regiearbeit sei ähnlich wie Terrence Malicks In der Glut des Südens „für sein eigenes Wohl fast zu schön“. Die Darstellerleistungen der gesamten Besetzung seien „umwerfend gut“ – Die Gesichter wären „bewundernswert, ohne hübsch“ auszusehen.
Nach Reclams Filmführer würde sich Olmi ganz auf das Milieu und seine Menschen einlassen und erzähle „ihre Geschichte mit spürbarer Anteilnahme und mit Respekt“. Er zeige Verständnis, „für ihre Unfähigkeit, aus ihrem armseligen Leben auszubrechen“. Dies verschaffe dem Film „eine große moralische und künstlerische Kraft“.
Die Zeitschrift Cinema bezeichnete den Film als „episches Loblied auf das einfache Leben“.

„In geduldiger und einfühlsamer Rekonstruktion mit Laiendarstellern entfaltet er das Bild eines ärmlichen, unter der Last sozialer Ungerechtigkeit leidenden Daseins, das aber in Naturverbundenheit und Glaubensüberzeugung gehalten wird. Er beeindruckt sowohl durch seine herbe Poesie als auch durch sein unaufdringliches christliches Lebensverständnis.“

## Auszeichnungen
Der Film gewann vierzehn internationale Film- und Festivalpreise. Dazu zählen die Goldene Palme der Filmfestspiele von Cannes, der französische César in der Kategorie bester fremdsprachiger Film, der Prix Léon Moussinac der Association Française de la Critique de Cinéma, der italienische David di Donatello als Bester Film (gemeinsam mit Francesco Rosis Christus kam nur bis Eboli und Franco Brusatis Vergiß Venedig) sowie sechs Auszeichnungen des Sindacato Nazionale Giornalisti Cinematografici Italiani (Regie, Kamera, Geschichte und Drehbuch sowie Szenenbild und Kostüme), der Vereinigung der italienischen Filmjournalisten.
In den Vereinigten Staaten wurde Olmis Film mit dem New York Film Critics Circle Award und Kansas City Film Critics Circle Award jeweils als bester fremdsprachiger Film ausgezeichnet.